# Grand Theft Auto 2
Grand Theft Auto 2 är det andra spelet i Grand Theft Auto-serien. Grand Theft Auto 2 förkortas vanligen GTA2. Spelet släpptes 22 oktober 1999 över hela världen. I en del länder var det förbjudet att sälja för det ansågs för våldsamt. Spelet är producerat av DMA designs (f.n. Rockstar North). Det släpptes till Microsoft Windows och senare också till Playstation och Dreamcast.

## Handlingen
Spelet består av tre banor vilka utgörs av tre stadsdelar i en laglös stad någonstans i ett framtida USA. Commercial District heter den första banan medan den andra banan är The Residential District. Den tredje banan heter The Industrial District. Huvudpersonens namn är Claude Speed som precis kommit ut ur fängelset. Målet med spelet är att bli överhuvud över de kriminella, något som uppnås genom att åta sig uppdrag från olika gäng.

## Gängen
I GTA finns det sju kriminella gäng, tre stycken per bana (Zaibatsu är med på alla banorna). Man tar uppdrag hos olika gäng och får pengar för att gå vidare i spelet.

### Commercial District
- Zaibatsu (symbol ett gult Z)- Zaibatsu är det enda gänget som är med på alla tre banor. Deras gängbil är Z-type, en svart B-type med ett gult Z på taket. Det är den näst snabbaste gängbilen. De kallar spelaren för "Gecko". De har tre representanter som ger spelaren jobb: Trey Welsh i Commercial District, Red Valdez i Residential District, och Uno Carb i Industrial District

Gängfärg: Grå
- The Yakuza (symbol ett blått ¥)- Japanskt gäng med droger som specialitet. Deras gängbil är Miara blå med ett yen-märke på taket. De kallar spelaren för "Kosai" och deras ledare heter Johnny Zoo.

Gängfärg: Mörkblå
- The Loonies (symbol en glad gubbe)- The Loonies är ett gäng mentalsjuka som har revolterat och tagit över stadens mentalsjukhus Sunnyside. Deras gängbil heter Dementia och är en grön minibil med en glad gubbe på taket. Deras ledare heter Elmo och de kallar spelaren för jumbo.

Gängfärg: Kirurggrön

### The Residential District
- Rednecks (sydstatsflagga som symbol)- Rednecks betyder "lantisarna". Deras ledare heter Billy Bob Bean. De kallar spelaren för "Rooster"

Gängfärg: Ljusblå
- SRS (Sex and Reproductive Systems) Scientists (symbol en gyllene sköld)- Srs är vetenskapsmän, deras ledare är Dr. LaBrat. De sysslar mest med avancerade vapen. Deras gäng bil är Meteor och är den snabbaste bilen i spelet, den är gul med en sköld på taket. De kallar spelaren för "THC 303".

Gängfärg: Guld

### The Industrial District
- Russian Mafia (symbol en röd stjärna)- Proffs inom kontraktmord och vapenförsäljning och deras ledare Jerkov styr hela organisationen. Deras gängbil är Bulwark, det är den tåligaste bilen i spelet. Man kan skjuta ett rocketlauncher-skott på den utan att den förstörs. De kallar spelaren för comrade.

Gängfärg: Röd
- Hare K.

Gängfärg: Orange